# Fabrice Eberhard
Fabrice Eberhard est un comédien, metteur en scène, auteur et adaptateur français né le 4 décembre 1950 à Die.

## Biographie
Après une formation à l'École Nationale Supérieure des Arts et Techniques du Théâtre (ENSATT) et au Conservatoire National d'Art Dramatique (CNSAD, promotion 1978), il joue dans Gotcha (prix de la Révélation), puis dans Les Aiguilleurs avec Georges Wilson et Jacques Dufilho, et obtient le prix de la Ville de Paris (prix Gérard-Philipe). 
Il joue ensuite des premiers ou deuxièmes rôles dans une trentaine de spectacles mises en scène par Lucian Pintilie, Andrei Serban, Roger Planchon, Marcel Bluwal, Derek Goldby, Mehmet Ulussoy, Pascal Légitimus...
Il partage la scène avec Claude Piéplu, Michel Serrault, Annie Girardot, François Périer,
Michel Duchaussoy, Claude Brasseur, Michel Bouquet, Daniel Ivernel, Henri Virlogeux, Francine Bergé...
Il obtient deux nominations aux Molières dans la catégorie « Meilleur comédien dans un second rôle », ainsi qu’une nomination dans la catégorie « Meilleur spectacle de création ». 
Il a joué dans une trentaine de films et de téléfilms sous la direction entre autres de Denis Amar, Roger Hanin, Patrice Leconte, Emmanuel Courcol, Gianluca Jodice. 
Il fait de nombreuses traductions et adaptations de pièces et textes poétiques.
Il met en scène une quarantaine de spectacles, aussi bien à Paris qu’en province, entre autres au Festival de Collioure qu’il dirige de 2003 à 2013.

## Formation
- 1973-1975 : ENSATT (École nationale supérieure des arts et techniques du théâtre)[1]
- 1975-1978 : CNSAD (Conservatoire national supérieur d'art dramatique)[2]

## Théâtre

### Comme comédien
- 1974 : Fragments de Shisgall, Festival d'Avignon
- 1975 : Service non compris, Théâtre Opéra
- 1975 : Le Conte d'hiver de William Shakespeare, Théâtre Blanche
- 1975 : Ile de la raison de Marivaux, TPN
- 1975 : Entre chiens et loups, TPN
- 1977 : Lorenzaccio d'Alfred de Musset, mise en scène Franco Zeffirelli, Comédie-Française
- 1978 : Gotcha ! de Barrie Keeffe , mise en scène Jean-Christian Grinevald, Théâtre Marie Stuart, Théâtre de l'Œuvre
- 1978 : Les Aiguilleurs de Brian Phelan, mise en scène Georges Wilson, Théâtre de l'Œuvre
- 1980 : Bent de Martin Sherman, mise en scène Derek Goldby, Théâtre de Poche de Bruxelles
- 1982 : Les Bas-fonds de Maxime Gorki, mise en scène Lucian Pintilie, Théâtre de la Ville
- 1982 : Six heures au plus tard de Marc Perrier, mise en scène Claude Piéplu, Théâtre du Lucernaire
- 1983 : Maître et Marguerite, adaptation Jean-Claude Carrière, mise en scène Andrei Serban Théâtre de la Ville
- 1984 : Echec à la reine d'Andrée Chedid, mise en scène Jean-Daniel Laval, Théâtre du quai de la gare
- 1986 : L'Avare de Molière, mise en scène Roger Planchon, TNP Villeurbanne, Théâtre Mogador
- 1988 : Mort d'un commis voyageur d'Arthur Miller, mise en scène Marcel Bluwal, Théâtre national de l'Odéon, Théâtre de Nice
- 1989 : Crime et Châtiment de Fiodor Dostoïevski, mise en scène Paul Emile Deiber, Théâtre de Boulogne-Billancourt, Théâtre des Célestins
- 1991 : Le Pilier de Yachar Kemal, mise en scène Mehmet Ulusoy, Théâtre national de la Colline, Théâtre Jean Vilar de Louvain-la-Neuve
- 1993 : Roméo et Jeannette de Jean Anouilh, mise en scène Daniel Ivernel, Théâtre de l'Œuvre
- 1995 : Cette nuit ou jamais d'Anne-Marie Etienne, mise en scène Pascal Légitimus, Théâtre du Lucernaire
- 1997 : La Chasse au Snark de Lewis Carroll, Théâtre du Lucernaire
- 1999 : À torts et à raisons de Ronald Harwood, mise en scène Marcel Bluwal, Théâtre Montparnasse
- 2002 : Les tables tournantes d'après Victor Hugo, mise en scène Jean-Marie Galey, Théâtre de la Poésie
- 2003 : De Léo Drouyn à Victor Hugo, guerre aux démolisseurs de Fabrice Eberhard
- 2005 : Moi Matisse à Collioure de Fabrice Eberhard
- 2007 : Les Fourberies de Scapin de Molière, Château royal de Collioure
- 2008 : Dom Juan de Molière, Château royal de Collioure
- 2010 : Matisse à Collioure, Château royal de Collioure
- 2013 : Sarabande d'Ingmar Bergman, mise en scène Jean-Claude Amyl, théâtre du Lucernaire
- 2014-2018 : Rives, de Marguerite Duras, Théâtre de Nesle, tournées
- 2016-2017 : En attendant Godot, de Samuel Beckett, La Galline, Festival de Moult
- 2021: Les fables de La Fontaine, Lecture intégrale, Théâtre de Nesle

### Comme metteur en scène
- 1992 : Rue, Théâtre Municipal de Perpignan
- 1996 : Les Fables de La Fontaine, Théâtre du Tourtour
- 1998 : Le Misanthrope de Molière, Théâtre de l’Opprimé
- 1999 : Les femmes et les enfants d'abord de Raymond Devos, Studio de l’Ermitage
- 2002 : Tabou de Boris Vian, Théâtre des Enfants Terribles
- 2003 : L'amour furieux de C.P Bourgerie, Théâtre d'Angoulême
- 2003 : De Léo Drouyn à Victor Hugo, Guerre aux démolisseurs — de Fabrice Eberhard, Les scènes d'été de Gironde
- 2003 : Voyage surprise de Fabrice Eberhard d'après Jacques Prévert, Théâtre des Enfants Terribles
- 2004 : Le Mariage forcé de Molière, Château royal de Collioure
- 2004 : L'Amour médecin de Molière, Château royal de Collioure
- 2004 : Journée Georges Perec, Festival les Journades de Villandraut
- 2005 : La Jalousie du barbouillé de Molière, Château royal de Collioure
- 2005 : Le Malade imaginaire de Molière, Château royal de Collioure
- 2006 : Le Songe d'une nuit d'été de William Shakespeare, Château royal de Collioure
- 2007 : Les Fourberies de Scapin de Molière, Château royal de Collioure
- 2008 : Dom Juan de Molière, Château royal de Collioure
- 2009 : L'Avare de Moliere, Château royal de Collioure
- 2010 : Le Tartuffe de Molière, Château royal de Collioure
- 2011 : L'École des femmes de Molière, Château royal de Collioure
- 2012 : Le Misanthrope de Molière, Château royal de Collioure
- 2013 : Le Médecin malgré lui de Molière, Château royal de Collioure
- 2013 - 2014 : Je suis seule ce soir, de Enrica Duchi, Théâtre du Guichet Montparnasse et La comédie Saint-Michel
- 2017 - 2019 : Rêvons de mots de Raymond Devos, Théâtre des Marronniers, comédie Odéon, Les déchargeurs
- 2018 : Le Médecin malgré lui de Molière, Festival d'Avignon Off
- 2018 : Cet animal étrange de Gabriel Arout d'après Anton Tchekhov, Théâtre de Ménilmontant, Festival d'Avignon Off
- 2018 : Cyrano de Bergerac d'Edmond Rostand (direction d'acteur), Espace Jorge-Semprún à Blois et Villa Arnaga à Cambo-les-Bains[3]
- 2019 : Le Songe d'une nuit d'été de William Shakespeare, Théâtre de Nesle
- 2019 : Eurydice n'est pas revenue de Thibaut Tannenberg, Théâtre de Nesle
- 2020 : Le Misanthrope de Molière, Théâtre de Nesle
- 2021 : Le Malade Imaginaire de Molière, Théâtre de Nesle
- 2021 : Tabou de Fabrice Eberhard d'après l’œuvre de Boris Vian, Théâtre de Nesle
- 2022 : Pour un oui ou pour un non de Nathalie Sarraute, Théâtre de Nesle
- 2023 : 45 ça va de Jean-Claude Grumberg, Au Tour Des Mots, Veules-Les-Roses
- 2023 : La dernière bande de Samuel Beckett, Festival d'Avignon, Théâtre du Chapeau Rouge

## Filmographie

### Cinéma
- 1979 : Démons de midi de Christian Paureilhe
- 1982 : Tir groupé de Jean-Claude Missiaen : le passeur d'armes
- 1984 : L'Addition de Denis Amar : Minet
- 1985 : Train d'enfer de Roger Hanin : Lacombe
- 1986 : Exit Exil de Luc Monheim
- 1996 : Ridicule de Patrice Leconte : Chevalier de St. Tronchain
- 2016 : Cessez-le-feu d'Emmanuel Courcol : Lavandier
- 2016 : La Dormeuse Duval de Manuel Sanchez : le metteur en scène
- 2018 : Le Grand Bain (version longue) de Gilles Lellouche
- 2023 : Le Déluge de Gianluca Jodice : L'Homme Aveugle
- 2025 : Un monde merveilleux de Giulio Callegari : Homme Ephad

### Télévision
- 1978 : Propriété condamnée de Pierre Cavassilas
- 1979 : Les Insulaires de Gilles Grangier
- 1980 : Les Aiguilleurs de Raoul Sangla
- 1980 : Arcole ou la terre promise de Marcel Moussy
- 1980 : C’est beau de Michel Dumoulin
- 1981 : Les Michaud de Georges Folgoas
- 1983 : Un homme va être assassiné de Dolorès Grassian
- 1984 : L'Épi d'or de Fabrice Cazeneuve
- 1988 : Le Mouchoir de Joseph de Jacques Fansten
- 1991 : Les Ritals de Marcel Bluwal
- 1992 : Navarro - téléfilm La mort d'un témoin de Patrick Jamain (saison 4)
- 1992 : La Femme de l'ombre de Thierry Chabert
- 1993 : Le Travail du furet de Bruno Gantillon, Festival de télévision de Monte-Carlo 1994, Festival des films du monde de Montréal
- 1995 : Police des polices de Michel Boisrond
- 2001 : Les Enquêtes d'Éloïse Rome
- 2001 : L'Aube insolite de Claude Grinberg
- 2004 : Une femme d'honneur de Michaël Perrotta

### Courts-métrages
- 2011 : Cendre de Pierre Alfred Eberhard

## Doublage cinéma
- 2009 : A Serious Man de Joel et Ethan Coen
- 2010 : Tamara Drewe de Stephen Frears
- 2010 : Another Year de Mike Leigh
- 2011 : La Solitude des nombres premiers (La Solitudine Dei Numeri Primi) de Saverio Costanzo
- 2011 : Melancholia de Lars von Trier
- 2011 : Habemus Papam de Nanni Moretti
- 2012 : Blanche-Neige et le Chasseur de Rupert Sanders
- 2012 : Au-delà des collines de Cristian Mungiu
- 2012 :  Reality de Matteo Garrone
- 2013 : Week-end royal de Roger Michell
- 2013 : Jimmy.P. d'Arnaud Depleschin
- 2014 : Nebraska d'Alexander Payne
- 2016 : Moi, Daniel Blake de Ken Loach
- 2016 : Baccalauréat de Cristian Mungiu
- 2017 : The square de Ruben Östlund
- 2018 : Everybody Knows de Asghar Farhadi
- 2018 : Capharnaüm de Nadine Labaki
- 2019 : Sorry we missed you de Ken Loach
- 2020 : La Mission de Paul Greengrass
- 2021 : Pinocchio de Matteo Garrone
- 2021 : Tre Piani de Nanni Moretti
- 2022 : RMN de Christian Mungiu
- 2022 : Caravage de Michele Placido

## Voix parlée
- 2002 : Jean-Paul II (90 min) de Tewfik Farès (diffusé sur TF1 le 3 avril 2005)
- 2014 : Narco-finance, les impunis d'Agnès Gattegno (diffusé sur ARTE le 21 octobre 2014)

## Distinctions

### Récompenses
- 1977 : Prix de la Révélation pour Gotcha [réf. souhaitée]
- 1978 : Prix Gérard Philipe pour Les Aiguilleurs [réf. souhaitée]

### Nominations
- 1988 : Molière du comédien dans un second rôle avec Mort d'un commis voyageur
- 1993 : Molière du comédien dans un second rôle avec Roméo et Jeannette
- 2000 : Molière de la meilleure pièce de création avec À torts et à raisons